# Ablerus bharathius
Ablerus bharathius är en stekelart som först beskrevs av Subba Rao 1984.  Ablerus bharathius ingår i släktet Ablerus och familjen växtlussteklar. Inga underarter finns listade i Catalogue of Life.